# Діліжанський коледж об'єднаного світу
Діліжанський коледж об'єднаного світу (англ. UWC Dilijan College, вірм. Դիլիջանի միջազգային դպրոց) — міжнародний коледж-інтернат, розташований на території Діліжанського національного парку, на півдорозі між столицями Вірменії та Грузії. В школі виховуються та навчаються учні старших класів із 72 країн світу. Коледж входить до мережі Коледжів об'єднаного світу.

## Історія
Колеж було започатковано у 2006 за ініціативи Рубена Карленовича Варданяна і Вероніки Зонабенд (Росія) та за підтримки інших співзасновників — Ноубара та Анни Афеян (США), Володимира та Анни Аветіссян (Росія), Олега Мкртчяна (Україна) та ін., частина з яких брала участь у проекті анонімно. Роботи над проектом було розпочато у 2006 році міжнародною командою архітекторів «Tim Flynn Architects» із застосуванням методу екологічної оцінки ефективності будівель «BREEAM».
Офіційному відкриттю передувала копітка робота. Вирішувалися організаційні питання, підбір, навчання та атестація кадрів і викладачів, будівництво та облаштування лабораторій, навчальних класів господарчих і спортивних споруд та житлових корпусів. Проводилися роботи з підготовки до роботи коледжу та до його акредитації.
4 листопада 2013 року коледж успішно пройшов процедуру акредитації освітньої програми «Diploma Programme» (укр. Програма для здобуття диплома) власником та розробником цієї програми, некомерційним освітнім фондом «International Baccalaureate®» і став повноправним членом UWC.
Перші 94 учні коледжу із 49 країн світу розпочали навчання у серпні-вересні 2014.
Урочисте відкриття відбулося 11 жовтня 2014 за участі президента Вірменії Сержа Сарґсяна, президента Нагірно-Карабаської Республіки Бако Саакяна, президента Сербії Томислава Николича, Католикоса усіх вірмен Гарегіна II, Патріарха Сирійської православної церкви Ігнатія Ефрема II Керима.
28 травня 2016 відбувся перший випуск коледжу. 96 учнів 48-ми національностей успішно завершили дворічний термін навчання і здобули дипломи Міжнародного бакалаврату. Другий випуск 87 учнів з 50 країн відбувся 27 травня 2017 року.
22 травня 2019 міністр освіти і науки РА Араїк Арутюнян прийняв представників відділення Міжнародного офісу бакалаврату в Африці, Близькому Сході та Європі Ведрана Павлетіч та Джона Ґаліґана. На зустрічі також були присутні представники трьох міжнародних вірменських шкіл, які пропонують своїм учням освітні програми міжнародного бакалаврату — Коледжу «Квантум», UWC Dilijan та Ліцею Ширакаці.

## Опис
Більша частина території кампусу розташована у Діліжанському національному парку і займає 88 гектарів. Центром є головний адміністративно-навчальний корпус, у якому розташовуються:
- атріум;
- класні кімнати та навчальні лабораторії;
- бібліотека;
- центр керування інтегрованими програмно-технічними засобами інформаційних технологій забезпечення навчального процесу.

На території кампусу також розташовані житлові корпуси для учнів інтернату та для персоналу коледжу, медичний комплекс, центр виконавських видів мистецтва (концертна зала, театр, студії танцю, музики, театрального та образотворчого мистецтва), головна їдальня та багатофункціональний центр.
Спортивні споруди включають спорткомплекс (ігрова та гімнастична зала, басейн, фітнес-центр) та спортивні споруди на відкритому повітрі (стандартне за вимогами ФІФА футбольне поле, поля для гри у волейбол, сквош, тенісні корти, ігрові майданчики).
Значну територію кампусу займають навчально-дослідні ділянки для вирощування і догляду за сільськогосподарськими і декоративними рослинами.
У коледжі навчаються учні віком 16 — 19 років (11 та 12 класи). Претенденти на навчання відбираються на конкурсній основі національними комітетами Коледжів Об'єднаного Світу, які функціонують більше, ніж у 150 країнах світу. Претенденти з України відбираються національним комітетом «UWC Україна». Основні критерії відбору наведені на сайті комітету.
У планах розвитку коледжу планується запровадити освітні програми Cambridge International Examinations для можливості здобувати міжнародні дипломи International General Certificate of Secondary Education  — «IGCSE». Для цього учнів прийматимуть на трирічний термін навчання.

## Освітні програми
Учні за два роки повинні опанувати програму міжнародного бакалаврату, яка складається із шести груп навчальних предметів:
- мова та література
- друга іноземна мова
- суспільствознавство
- природничі науки
- математика
- мистецтво і культура

Детально про усі предмети, що входять до кожної з цих груп, можна довідатися із інформації про галузь акредитації коледжу на сайті Міжнародного бакалаврату.
Для можливості здобути «ib-диплому» учень повинен опанувати принаймні по одному предмету із кожної з груп. При цьому допускається замість предмету з шостої групи додатково обрати будь-який з предметів, що входять до 1-5 груп. Учень може обирати конкретні предмети в залежності від того, яку професію планує опановувати і від того, які саме предмети потрібні для прийому у конкретні навчальні заклади, де планується здобувати вищу освіту.

## Літній дитячий табір
Під час літніх канікул, коли основна частина учнів коледжу роз'їжджається по домівках або подорожує, у коледжі організовують літній дитячий табір для відпочинку, оздоровлення та розвитку дітей. У таборі можуть перебувати як учні школи, які з різних причин залишилися в Діліжані, так і діти із усього світу, яких приваблює туристична Вірменія.
У таборі передбачені спортивні та культурні заходи, активний відпочинок та розвиток дитини і вивчення англійської та іншим мов. У таборі найчастіше відпочивають потенційні майбутні учні коледжу, які прагнуть ближче ознайомитися зі коледжем, умовами перебування і навчання у ньому, спробувати на практиці свої знання мов та вдосконалити їх та краще підготуватися до виконання завдань програми конкурсного відбору.

## Це цікаво

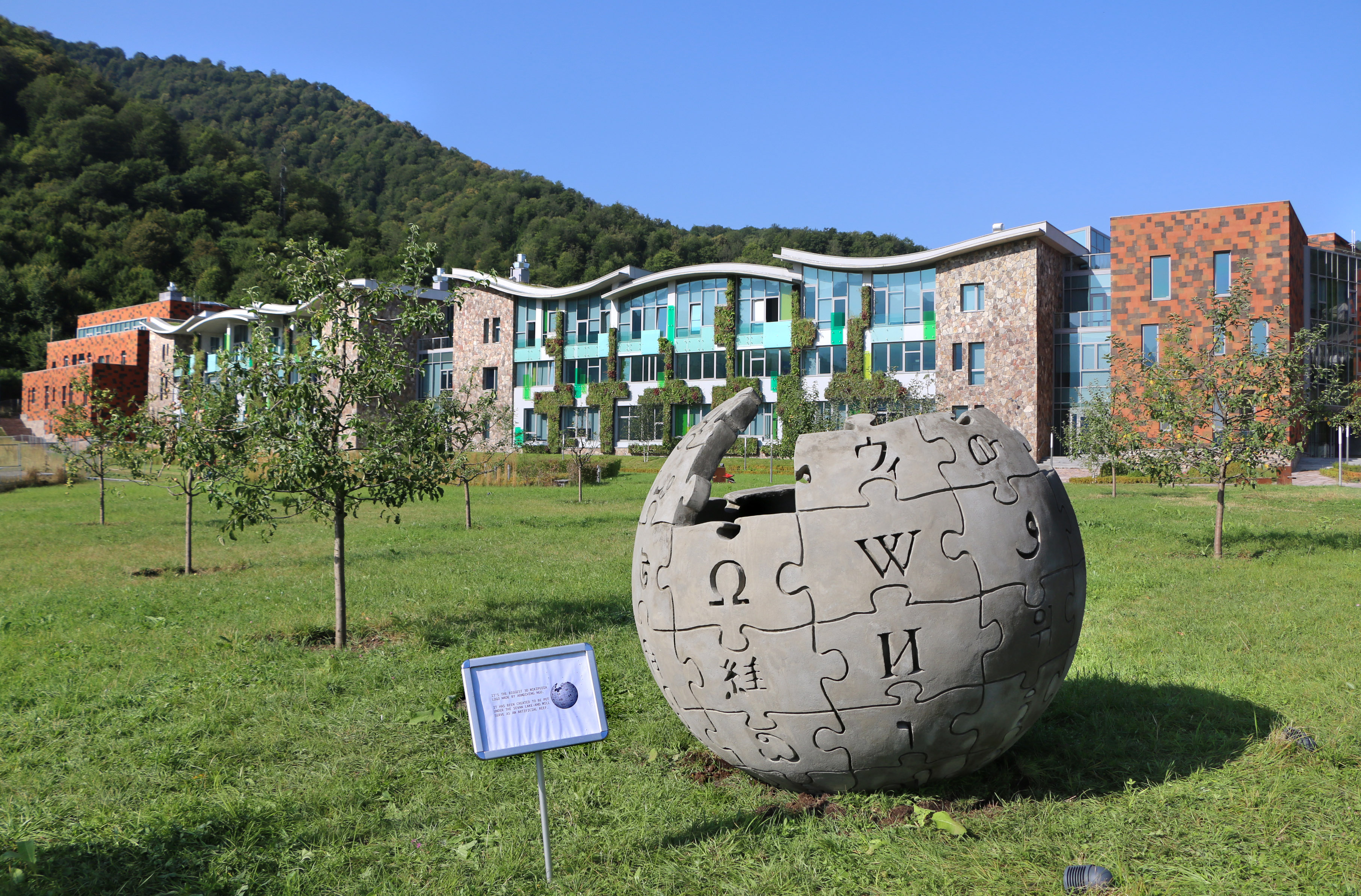
Найбільший 3D-логотип Вікіпедії перед центральним корпусом

Одним із найкращих символів об'єднаного світу у коледжі визнали логотип Вікіпедії, який було споруджено у вигляді монументу перед центральним корпусом на території кампусу коледжу. Він символізує єдність світової спільноти попри різномаїття мов. У коледжі вивчають вісім іноземних мов на рівні вимог міжнародного бакалаврату, причому учень повинен вивчити принаймні дві з них.

## Українці в UWC Dilijan
Кожного року у коледжі навчаються діти більше 70 національностей, серед яких є і українці, рекомендовані на навчання за результатами конкурсного відбору національним комітетом «UWC Україна». Як правило, кожен з учнів демонструє у коледжі високий рівень знань та практичних навичок. Завдяки успішності та іншим якостям учні з України, як і з багатьох інших країн, за результатами навчання отримують пропозиції від фонду Девіса на отримання стипендій для продовження навчання у вищих навчальних закладах США.

### Випускники коледжу, які здобули ґранти на навчання
| Ім'я                        | Ґрант на навчання, спеціальності | Стажування та робота                                                        |
| Владислав Алфьоров          | Університет Оклахоми             | Завершує навчання в 2020                                                    |
| Яна Марченко                | Методистський університет        | Завершує навчання в 2020; Banana Republic — стажування з маркетингу та моди |
| Олександр Тарасенко         | Коледж Айдахо                    | Завершує навчання в 2020                                                    |
| Давид Широян Davyd Shyroian | Університет Каліфорнії (Берклі)  | Випускник 2017                                                              |
| Маргарита Горохова          | Коледж Айдахо                    | Продовжує навчання                                                          |